# Andreas Ranft

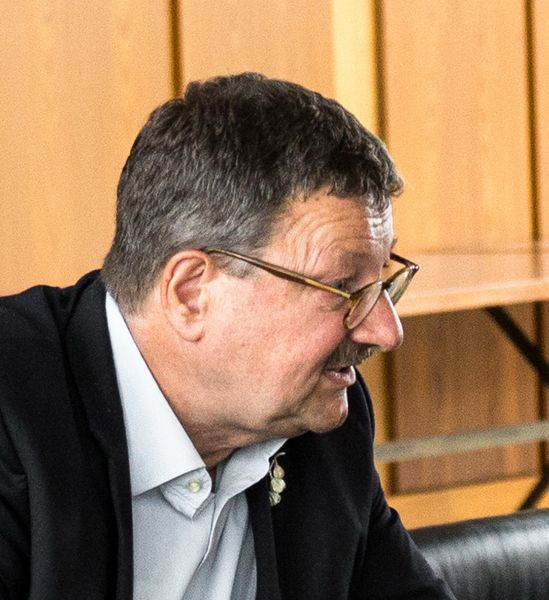
Andreas Ranft, aufgenommen von Ernst-Dieter Hehl im Jahr 2015.

Andreas Ranft (* 22. August 1951 in Marburg) ist ein deutscher Historiker.

## Werdegang
Ranft studierte zunächst Volkswirtschaft und wechselte dann zum Studium von Geschichte, Rechtswissenschaften, Philosophie und Politologie. 1983 wurde er in Kiel mit einer Arbeit über den Lüneburger Basishaushalt in der Mitte des 15. Jahrhunderts promoviert. Danach wurde er wissenschaftlicher Mitarbeiter am Historischen Seminar der Universität Hannover. Von 1984 bis 1990 war Ranft Hochschulassistent am Historischen Seminar der Christian-Albrechts-Universität zu Kiel. 1991 habilitierte sich Ranft zum Thema Adelsgesellschaften. Gruppenbildung und Genossenschaft im spätmittelalterlichen Reich. 1999 wurde er zum Professor für Geschichte des Mittelalters an der Martin-Luther-Universität Halle-Wittenberg berufen. Von 2003 bis 2010 war er dort Dekan der Philosophischen Fakultät I. Einen Ruf an die Justus-Liebig-Universität Gießen für die Nachfolge von Peter Moraw lehnte er ab. Seit Oktober 2017 ist er emeritiert. Seitdem leitet er als Seniorprofessor am Institut für Geschichte das DFG-Langzeitforschungsunternehmen „Index Librorum Civitatum“ (ILC) sowie zusammen mit Wolfgang Schenkluhn das Unternehmen „Klosterbuch Sachsen-Anhalt“.
Schwerpunkte seiner Forschungen sind die Sozial- und Kulturgeschichte des Spätmittelalters sowie Stadt- und Verwaltungsgeschichte. Er ist Mitglied der Historischen Kommission für Sachsen-Anhalt, im Verband der Historiker und Historikerinnen Deutschlands (VHD) und war bis 2017 Vorstandsmitglied im Verein für hallische Stadtgeschichte.

## Schriften (Auswahl)
Monographien
- Adelsgesellschaften. Gruppenbildung und Genossenschaft im spätmittelalterlichen Reich (= Kieler historische Studien. Bd. 38). Thorbecke, Ostfildern 1994, ISBN 3-7995-5938-8.
- Der Basishaushalt der Stadt Lüneburg in der Mitte des 15. Jahrhunderts. Zur Struktur der städtischen Finanzen im Spätmittelalter (= Veröffentlichungen des Max-Planck-Instituts für Geschichte. Bd. 84). Vandenhoeck & Ruprecht, Göttingen 1987, ISBN 3-525-35400-2.

Herausgeberschaften
- Der Hoftag von Quedlinburg. Von den historischen Wurzeln zum Neuen Europa. Akademie Verlag, Berlin 2006, ISBN 978-3-05-004113-1.
- mit Stephan Selzer: Städte aus Trümmern. Katastrophenbewältigung zwischen Antike und Moderne. Vandenhoeck & Ruprecht, Göttingen 2004, ISBN 3-525-36278-1.